# Commissions territoriales de la recherche archéologique
Les Commissions territoriales de la recherche archéologique (CTRA), anciennement Commissions interrégionales de la recherche archéologique (CIRA) sont des organismes consultatifs en matière d'archéologie en France à l'échelle régionale.
Le niveau national de ces fonctions consultatives correspond au Conseil national de la recherche archéologique au sein duquel siègent douze membres élus issus des CTRA.

## Historique
Les Commissions territoriales de la recherche archéologiques (CTRA) sont mises en place par un décret de 2017 en application de la Loi relative à la liberté de la création, à l'architecture et au patrimoine,. Elle remplacent les Commissions interrégionales de la recherche archéologique (CIRA) créées en 1994 au rôle similaire et au nombre de sept.

## Rôle

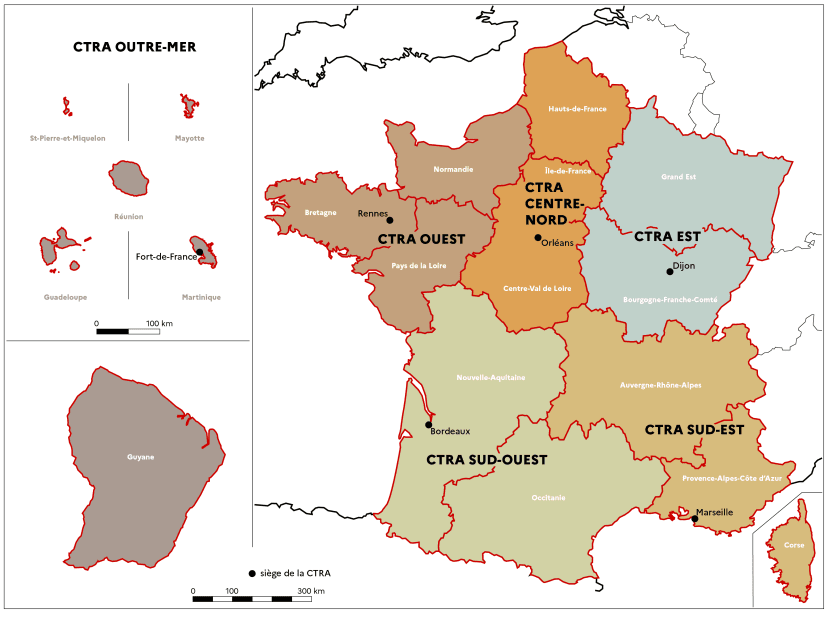
Ressort géographique des commissions territoriales de la recherche archéologique (CTRA) en France au 6 décembre 2024.

Ces commissions émettent des avis sur les prescriptions de fouille préventive, les demandes d'autorisation de fouilles préventives et programmées et les « zones de présomption de prescription archéologique ». Elles produisent également des avis sur les rapports de fouilles selon un mécanisme d'évaluation par les pairs. Elles donnent plus largement un avis sur l'ensemble de l'activité archéologique régionale (publications, intérêt des vestiges mobiliers ou immobiliers, etc.),.

## Organisation
Les CTRA sont au nombre de six : cinq commissions regroupant chacune de deux à trois régions métropolitaine et une commission pour les Outre-Mer. Les commissions sont composées d'un chercheur du CNRS (directeur de recherche, chargé de recherche ou ingénieur), d'un chercheur universitaire (professeur d’université, maître de conférences ou assimilé), d'un conservateur du patrimoine, ingénieur de recherche, ingénieur d’étude ou assistant ingénieur du ministère de la Culture, de trois archéologues représentant les trois types d'opérateurs agréés et de quatre chercheurs en archéologie ou spécialistes, indépendamment de leur rattachement institutionnel. Les membres sont nommés par le préfet de région sur proposition de la Direction régionale des Affaires culturelles pour un mandat de 4 ans. Les commissions publient un rapport d'activité annuelle.